# Liste der Biografien/Frien
Liste der Biografien |
Portal Biografien |
Personensuche
# |
A |
B |
C |
D |
E |
F |
G |
H |
I |
J |
K |
L |
M |
N |
O |
P |
Q |
R |
S |
T |
U |
V |
W |
X |
Y |
Z |
?
 
Fa |
Fe |
Ff |
Fh |
Fi |
Fj |
Fk |
Fl |
Fm |
Fn |
Fo |
Fr |
Ft |
Fu |
Fy
 
Fra |
Frc |
Fre |
Frg |
Fri |
Frk |
Frl |
Fro |
Frr |
Fru |
Fry
 
Fria |
Frib |
Fric |
Frid |
Frie |
Frig |
Frih |
Frii |
Frij |
Frik |
Fril |
Frim |
Frin |
Frio |
Frip |
Frir |
Fris |
Frit |
Friv |
Friz
 
Frieb |
Fried |
Frief |
Frieg |
Frieh |
Friel |
Friem |
Frien |
Frier |
Fries |
Friet |
Friew |
Friez
Die Liste der Biografien führt alle Personen auf, die in der deutschsprachigen Wikipedia einen Artikel haben. Dieses ist eine Teilliste mit 17 Einträgen von Personen, deren Namen mit den Buchstaben „Frien“ beginnt.

## Frien

### Friend
- Friend, Camille, amerikanische Friseurin
- Friend, Carl E. (1869–1948), US-amerikanischer Politiker
- Friend, Cynthia M. (* 1955), US-amerikanische Chemikerin
- Friend, George (* 1987), englischer Fußballspieler
- Friend, Hugo (1882–1966), US-amerikanischer Weitspringer und Hürdenläufer
- Friend, James, britischer Kameramann
- Friend, John Albert Newton (1881–1966), britischer Chemiker
- Friend, Kevin (* 1971), englischer Fußballschiedsrichter
- Friend, Oscar J. (1897–1963), amerikanischer Schriftsteller, Herausgeber und Literaturagent
- Friend, Philip (1915–1987), britischer Schauspieler
- Friend, Richard Henry (* 1953), britischer Physiker
- Friend, Rob (* 1981), kanadischer Fußballspieler
- Friend, Rupert (* 1981), britischer SchauspielerRupert Friend (* 1981)

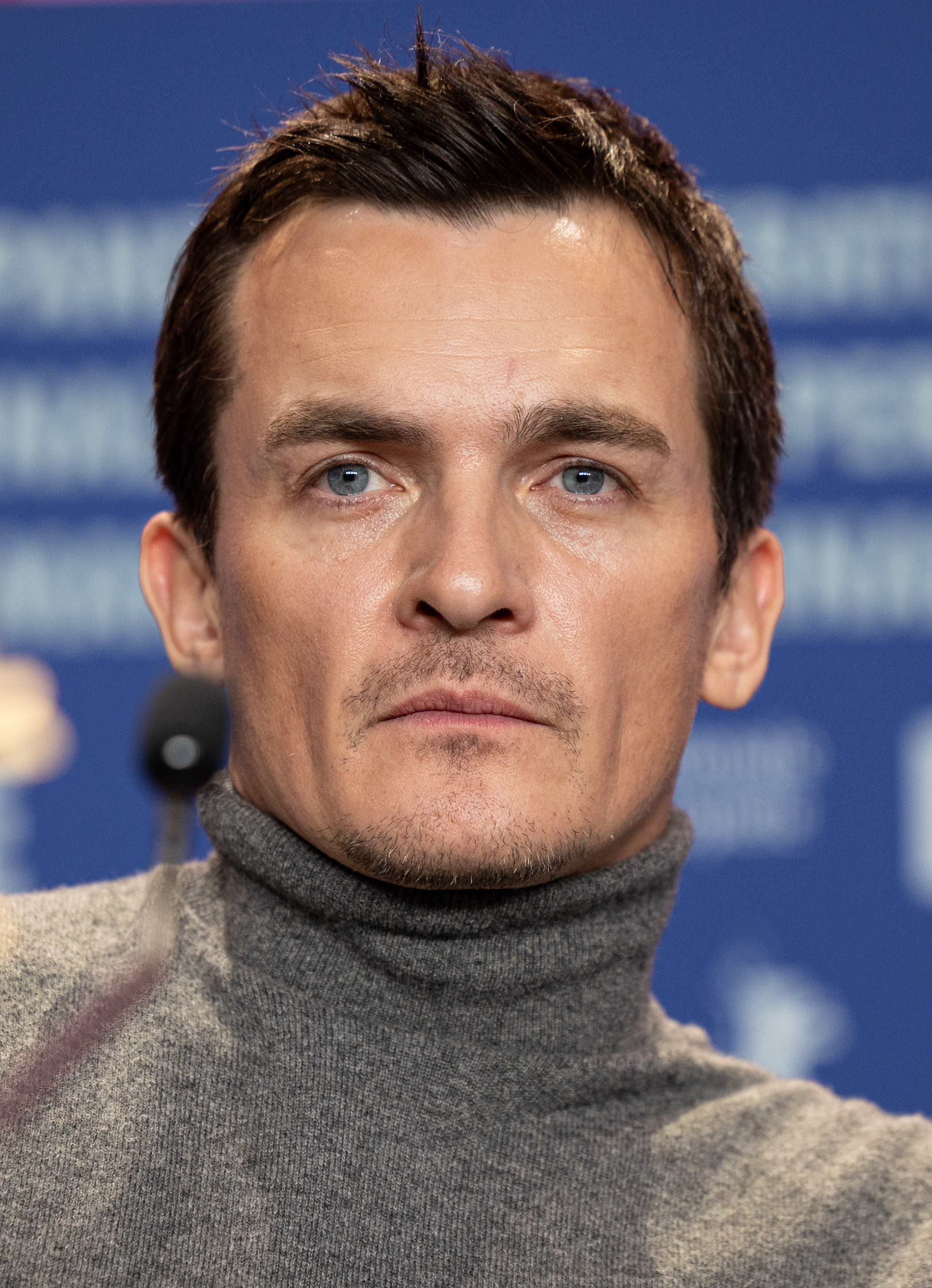
Rupert Friend (* 1981)

- Friend, William Benedict (1931–2015), US-amerikanischer Geistlicher, Bischof von Shreveport
- Friendly, David T. (* 1956), US-amerikanischer Filmproduzent
- Friendly, Fred W. (1915–1998), US-amerikanischer Fernsehproduzent, Nachrichtenproduzent und Präsident von CBS News (1964–1966)
- Friendly, Henry (1903–1986), US-amerikanischer Jurist